# Bryum pulvinatum
Bryum pulvinatum là một loài rêu trong họ Bryaceae. Loài này được Hedw. With. mô tả khoa học đầu tiên năm 1801.